# 高畠城 (出羽国)
高畠城（たかはたじょう）、または高畑城は、出羽国置賜郡（山形県東置賜郡）高畠町高畠大字古城ノ内にあった日本の城（平山城）。別名鐘ヶ城。堀の一部が高畠町指定史跡に指定されている。

## 概要
伝承では、承安年間（1171年-1174年）に樋爪季衡によって築城されたと伝わる。
南北朝時代から戦国時代にかけ伊達氏の支配下にあり、212年間統治した。江戸時代には米沢藩の支城であったが、1689年（元禄2年）から幕府直轄になったり上杉家の預かりとなったりした。1866年（慶応2年）、高畠城を含む屋代郷は全て上杉領となる。
現在、城跡は高畠町立高畠小学校となっているが、土塁と内堀の一部が残り、堀は1983年（昭和58年）3月14日に高畠町指定史跡に指定されている。また、『高畑城絵図』が1985年（昭和60年）4月18日に町指定有形文化財（歴史資料）に指定されている。

## 遺構・復元施設
- 高畑城址石碑
- 三の丸堀跡（町指定史跡）。
- 土塁跡

### 周辺施設・関連資料ほか
- 妙国寺 - 織田氏菩提寺。
- 資福寺跡 - 境内に伊達輝宗及び遠藤基信の墓がある。
- 阿久津八幡神社 - 県指定文化財。
- 『高畠城絵図』 - 高畠町郷土資料館所蔵（町指定有形文化財）。

## 支城

### 南北朝時代から戦国時代
- 屋代館、志田館、塩森館、亀岡館、館ヶ崎館 - 伊達氏の諸城。

### 江戸時代
- 高畠陣屋 - 高畠藩織田氏の陣屋。高畠（屋代郷）のうち6村のみ（4千石余）を支配。はじめ高畠城の縄張り内に置いたが、のち糠野目に移された[4]。文政9年（1826年）に2度目の焼失で城内に戻り再建されなかった。
- 柏倉陣屋 - 幕府直轄。高畠（屋代郷）のうち10カ村を支配。高畠が上杉氏の支配となったのち、村山の飛び地を治める佐倉藩堀田氏の陣屋になる。

## 交通
- JR山形新幹線・高畠駅からタクシーで20分
- 山形交通バス・交流プラザ前バス停から徒歩8分